# Сельское поселение «Село имени Полины Осипенко»
Се́льское поселе́ние «Село имени Полины Осипенко» — муниципальное образование в районе имени Полины Осипенко Хабаровского края Российской Федерации.
Административный центр — село имени Полины Осипенко.

## История
Статус и границы сельского поселения установлены Законом Хабаровского края от 28 июля 2004 года № 208 «О наделении посёлковых, сельских муниципальных образований статусом городского, сельского поселения и об установлении их границ».

## Население
| 2010  | 2011  | 2012  | 2013  | 2014  | 2015  | 2016  |
| ----- | ----- | ----- | ----- | ----- | ----- | ----- |
| 2252  | ↘2249 | ↘2213 | ↘2172 | ↘2117 | ↘2047 | ↗2059 |
| 2017  | 2018  | 2019  | 2020  | 2021  | 2023  |       |
| ↘2034 | ↘1997 | ↘1942 | ↗1949 | ↘1894 | ↘1817 |       |

## Состав сельского поселения
| № | Населённый пункт           | Тип населённого пункта       | Население |
| - | -------------------------- | ---------------------------- | --------- |
| 1 | Село имени Полины Осипенко | село, административный центр | ↘1817     |